# Park Narodowy Bandai-Asahi
Park Narodowy Bandai-Asahi (jap. 磐梯朝日国立公園 Bandai Asahi Kokuritsu Kōen) – japoński park narodowy, który został utworzony 5 września 1950 roku. 
Park obejmuje ochroną fragmenty łańcuchów górskich Echigo i Ōu w północno-środkowej części wyspy Honsiu, w regionie Tōhoku i częściowo w regionie Chūbu, na terenie trzech prefektur: Yamagata, Fukushima i Niigata. Jego powierzchnia wynosi 186 389 ha i składa się z trzech oddzielnych części: Bandai-Azuma i Inawashiro, Dewa-sanzan i Asahi oraz Iide. Jest drugim co do wielkości parkiem w Japonii.

## Bandai-Azuma i Inawashiro
Ta część parku jest położona w prefekturze Fukushima oraz w południowo-wschodnim krańcu prefektury Yamagata. Zawiera w swych granicach przyrodę południowego fragmentu gór Ōu z najwyższym wzniesieniem na terenie parku, wulkanem Bandai, o wysokości 1819 m n.p.m. Na południe od niego znajduje się jezioro Inawashiro, które jest czwartym pod względem powierzchni, a także czwartym najwyżej położonym jeziorem w Japonii. Jego powierzchnia jest tak gładka i czysta, że jest ono nazywane także „zwierciadłem nieba”. Jest ono miejscem postoju dla ptaków wędrownych, m.in. łabędzi.
U stóp wulkanicznej góry Bandai, znajduje się region o nazwie Goshiki-numa. Jest to grupa pięciu jezior wulkanicznych oraz licznych stawów i mokradeł. Obszar ten został ukształtowany podczas erupcji tego wulkanu 15 lipca 1888 roku. Zniszczyła ona liczne wsie i zabiła około 500 osób.
Obecnie wokół tych jezior i bagien wiedzie szlak turystyczny o długości 4 km. Turyści mogą podziwiać dziesięć różnego rodzaju mokradeł. W zależności od pogody i pory dnia kolory bagnisk, błot i grzęzawisk zmieniają swoje kolory. Stąd nazwa Goshiki-numa czyli Mokradła Pięciu Kolorów.

## Dewa-sanzan i Asahi
Dewa-sanzan (Trzy Góry Dewa) to zbiorowa nazwa dla trzech gór: Gassan (1 984 m n.p.m.), Yudono (1 500) i Haguro (414). Powstały one z nagromadzenia szczątków z erupcji wulkanu Gassan.  Występują tam trawiaste łąki, bagna i zbiorowiska kosodrzewiny.
Region pokrywają gęste lasy, o bogatej i różnorodnej florze i faunie. Jest siedliskiem większych ssaków i ptaków drapieżnych, które potrzebują dużej powierzchni naturalnego lasu, aby przetrwać. Bagna i łąki są domem dla roślin i owadów, które przystosowały się do trudnych warunków.
Dewa-sanzan są przedmiotem kultu gór (shugendō) o 1400-letniej tradycji. Są tam chramy shintō, kapliczki i ścieżki do nich prowadzące wśród kilkusetletnich cedrów, odwiedzane przez ascetów górskich, wiernych i turystów.

## Iide
Pasmo górskie Iide składa się z gór ze szczytami powyżej 2 000 m n.p.m. Główne z nich to Iide (2 105) i Dainichi (2 128). Jest to pasmo górskie, nie wulkaniczne. Ich podstawy i zbocza są pokryte pierwotnym lasem. Zachował się tam krajobraz pradawnych japońskich lasów bukowych.
Podobnie jak góry Dewa czczona jest góra Iide. W wioskach u jej podnóża kultywuje się tradycyjne metody polowania na niedźwiedzie.

## Galeria

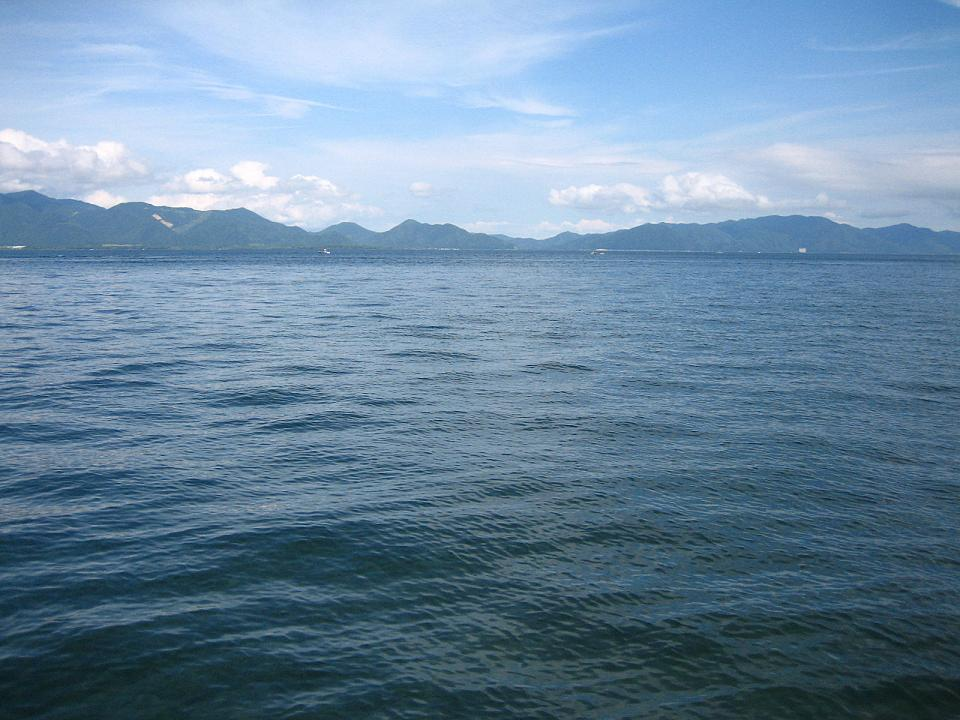
Jezioro Inawashiro
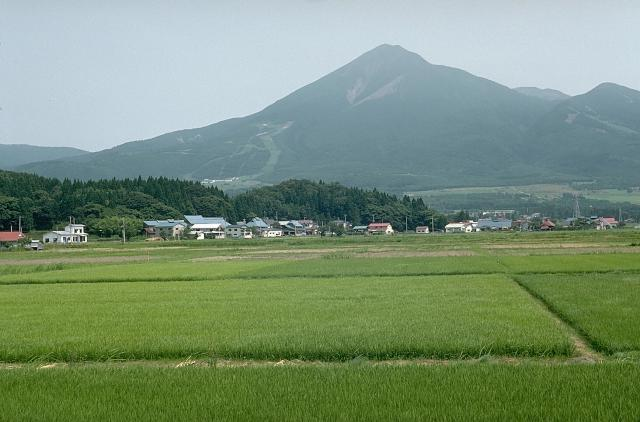
Wulkan Bandai
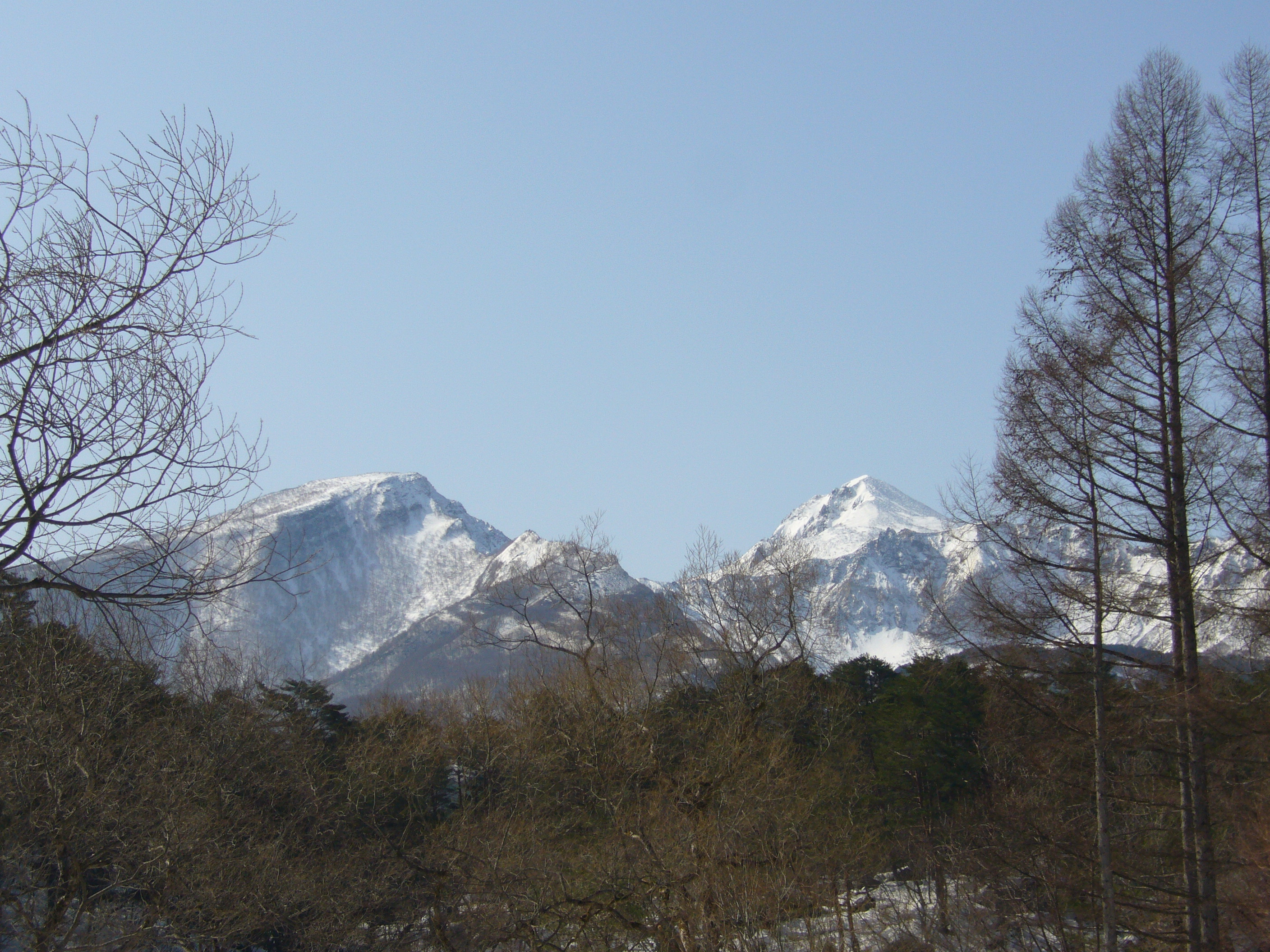
Wulkan Bandai
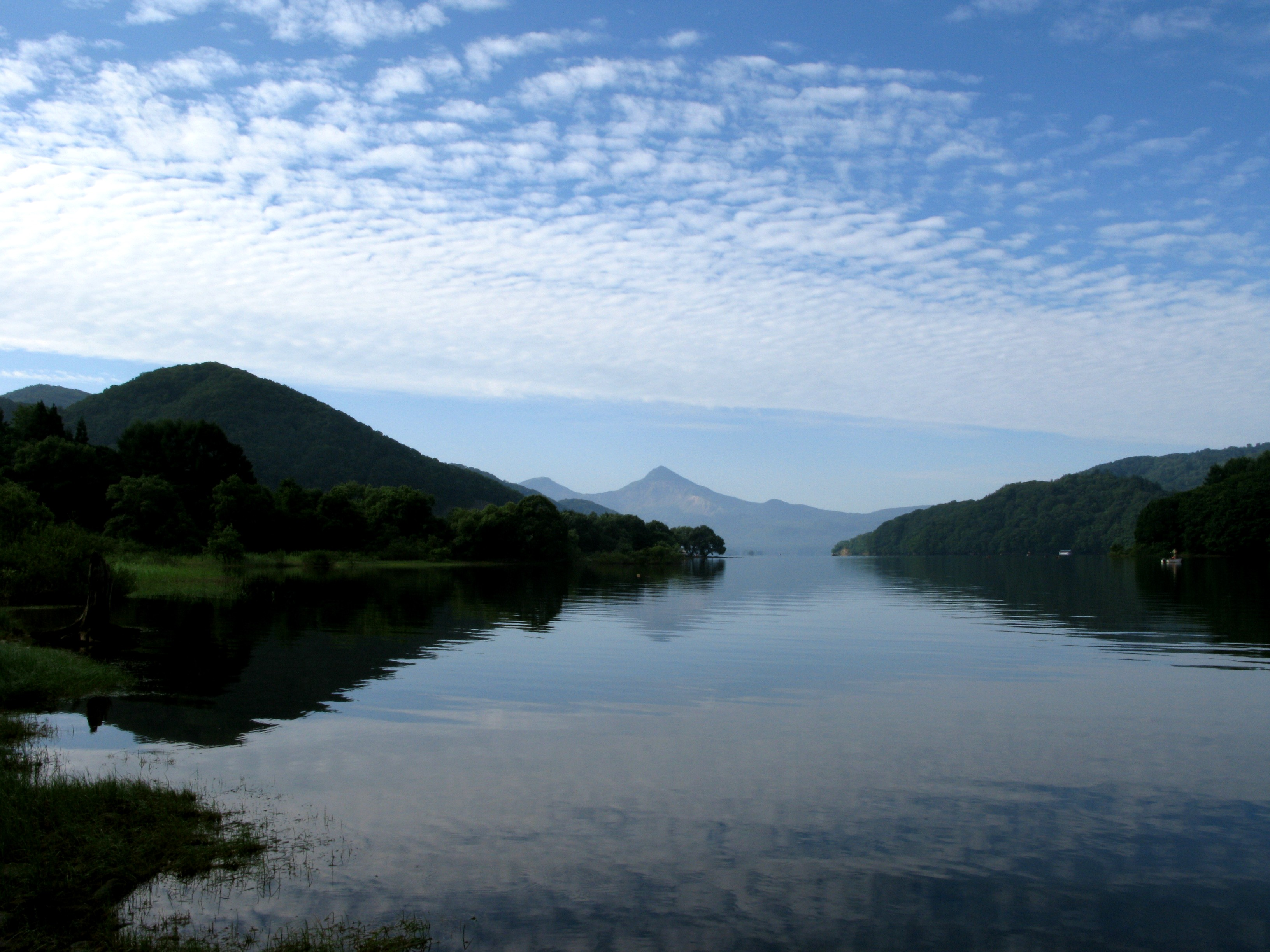
Jezioro Hibara
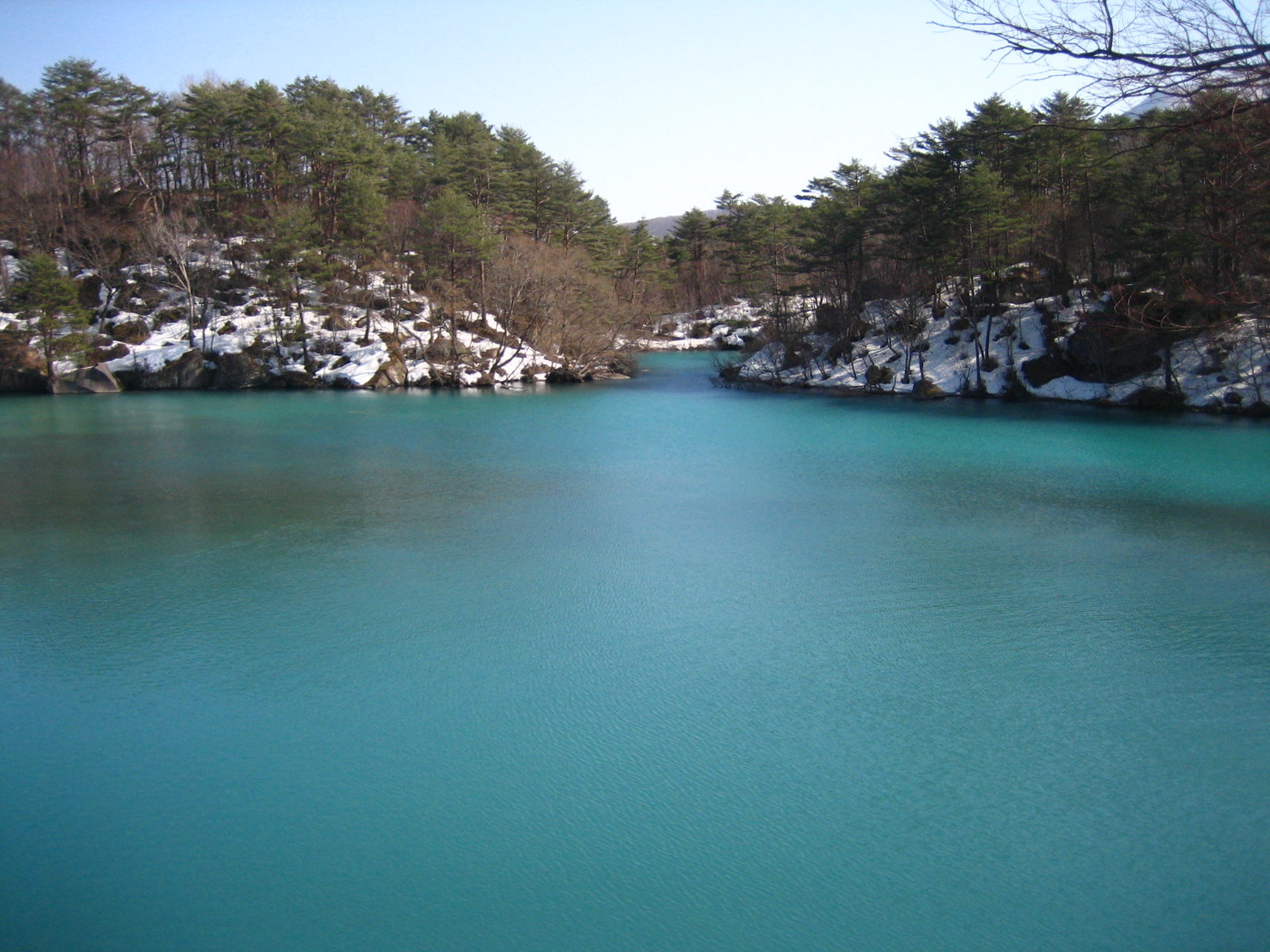
Jezioro Bishamon
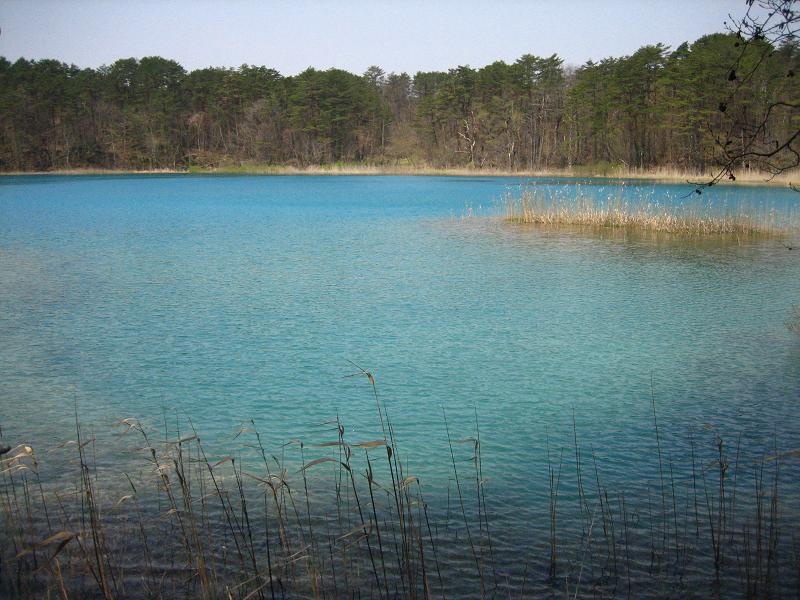
Jezioro Benten
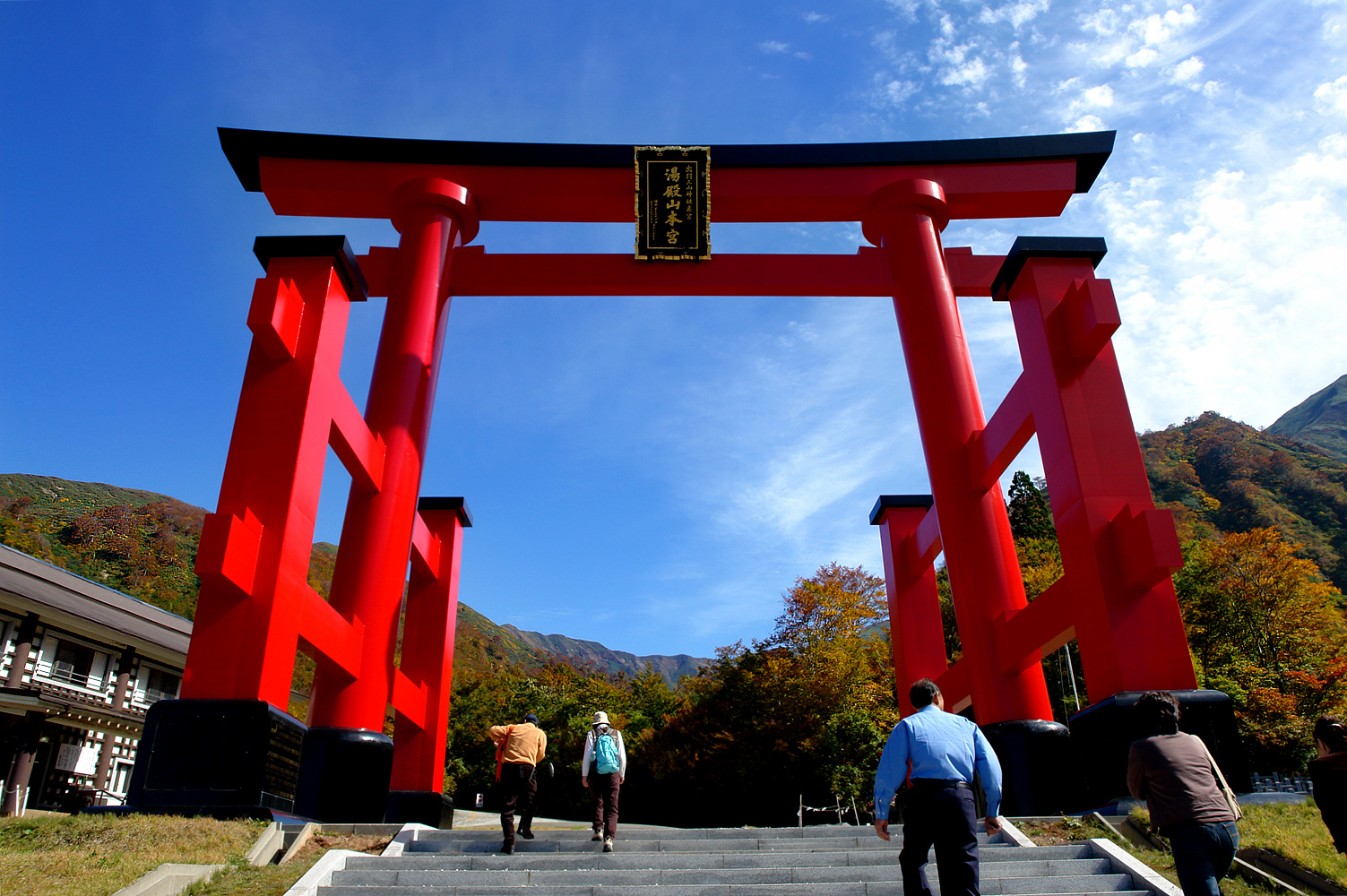
Brama torii prowadząca do chramu na Yudono
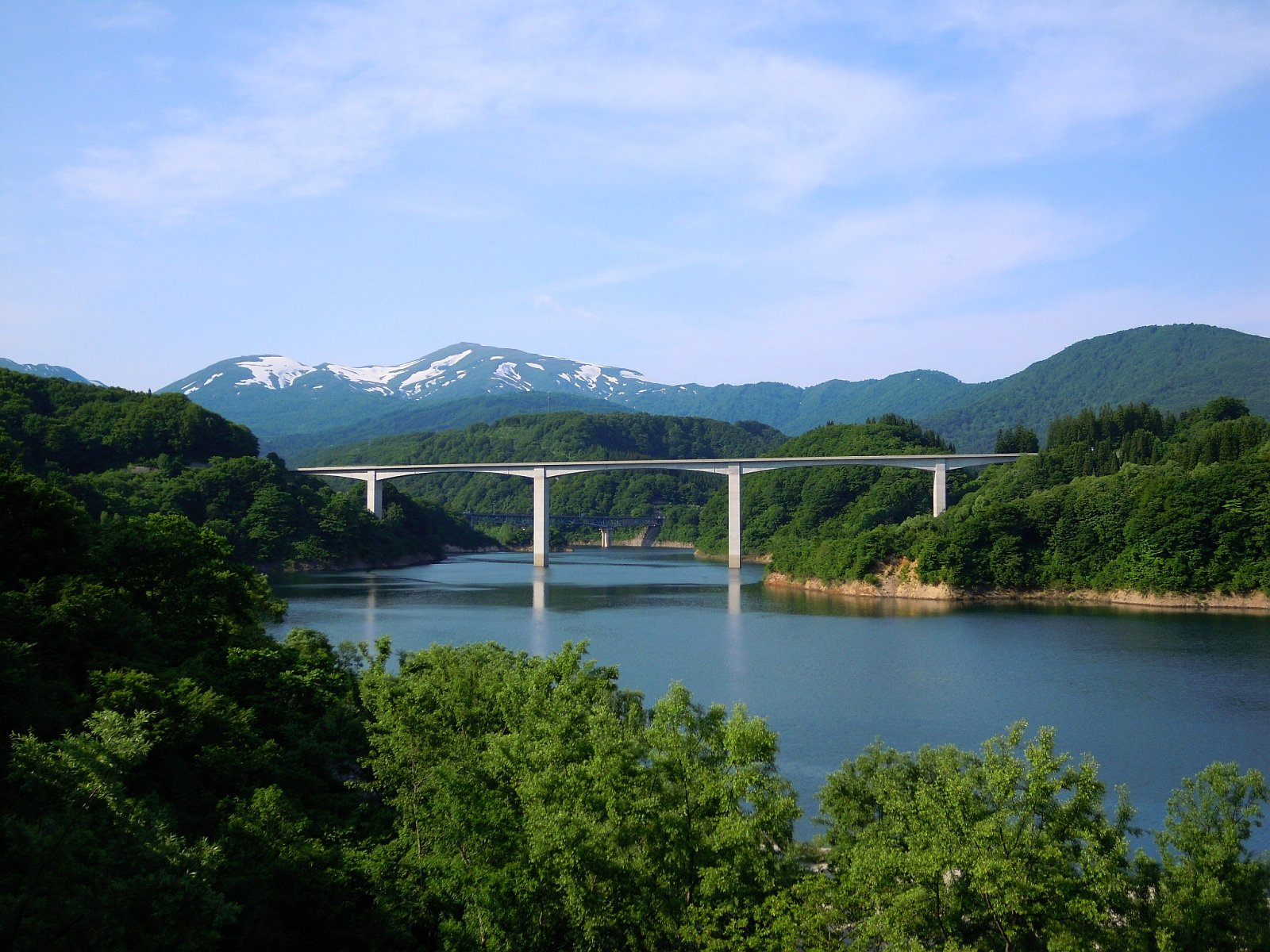
Sztuczne jezioro Gassan, w głębi góra Gassan
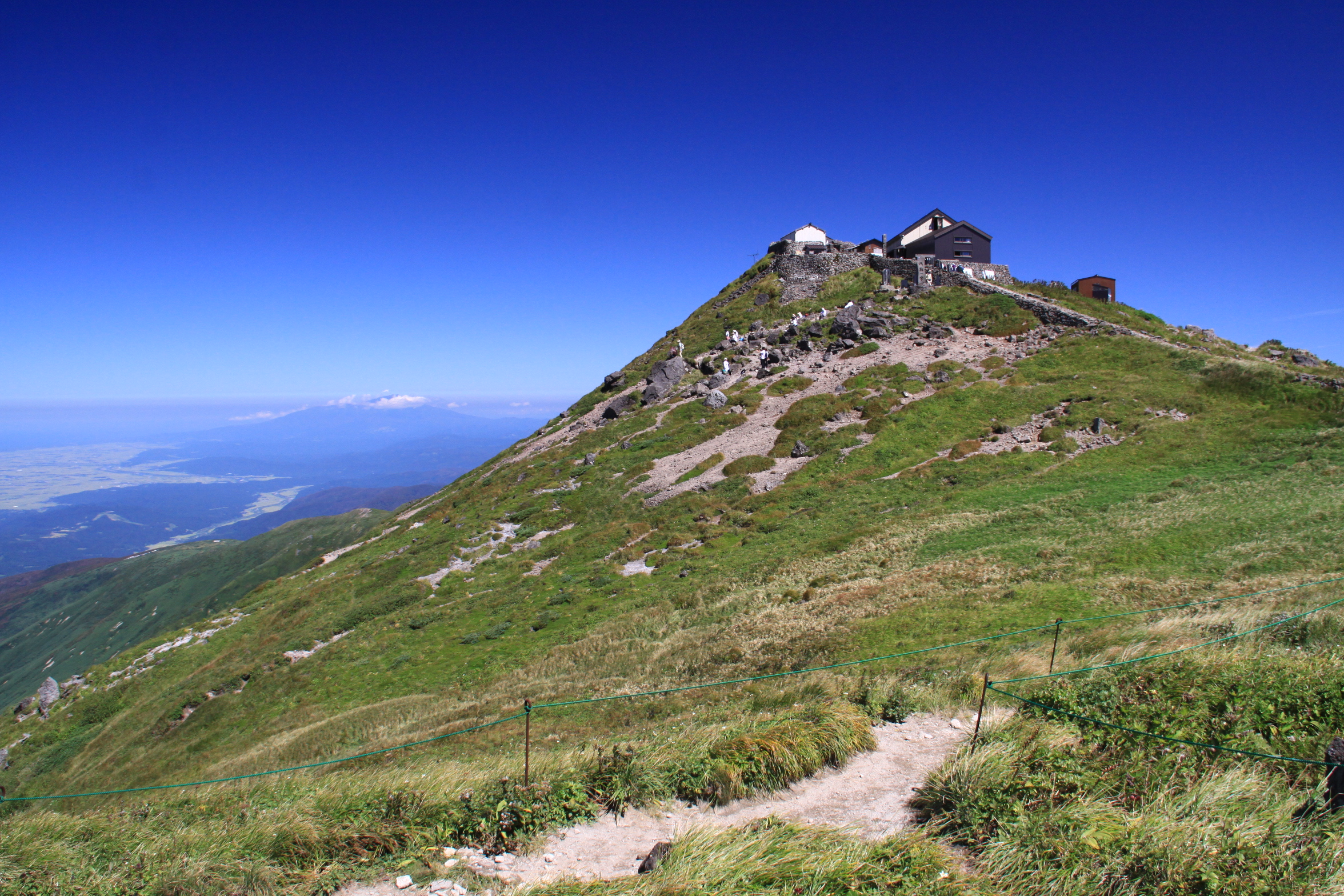
Szczyt góry Gassan
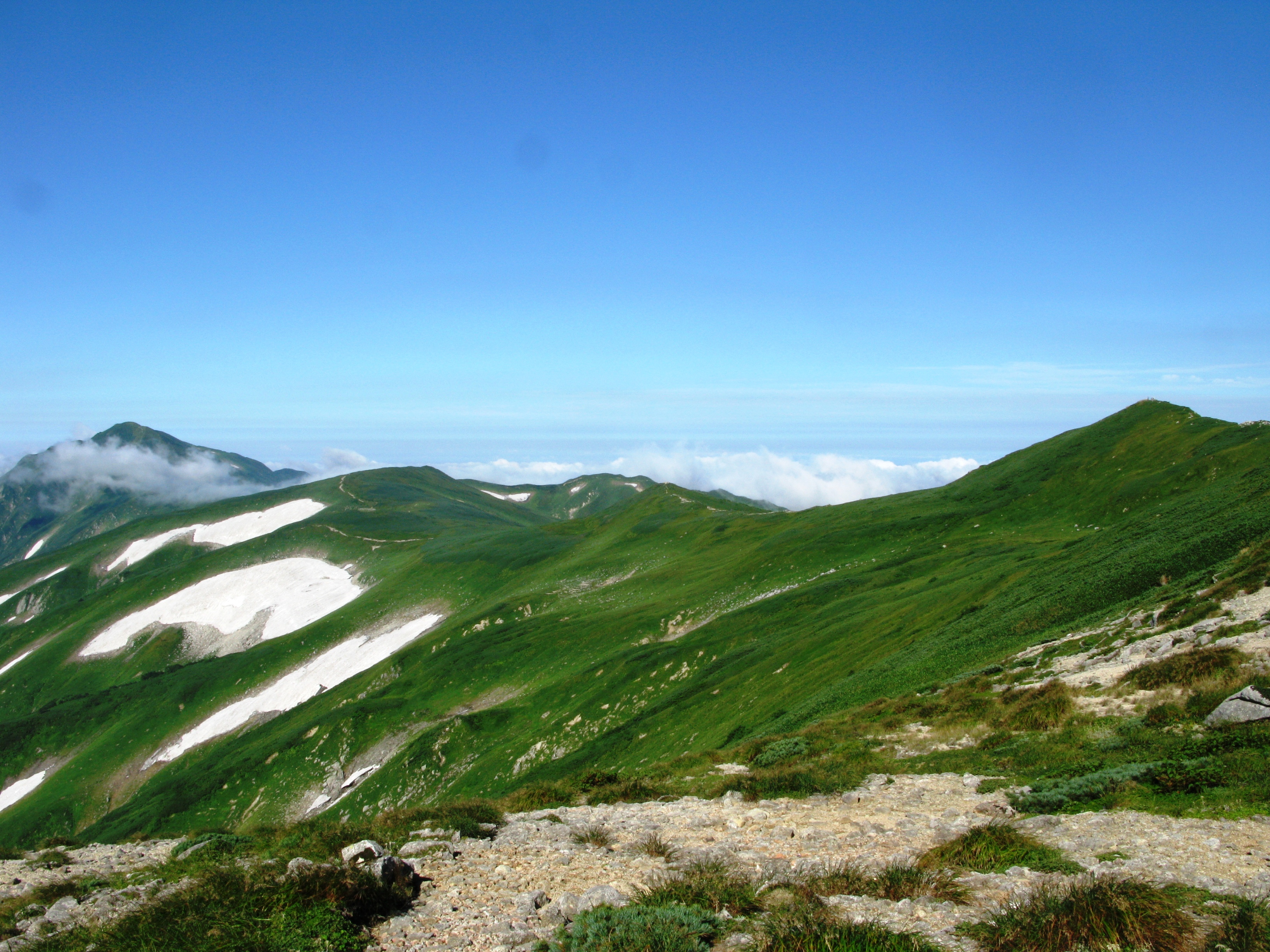
Góry Iide
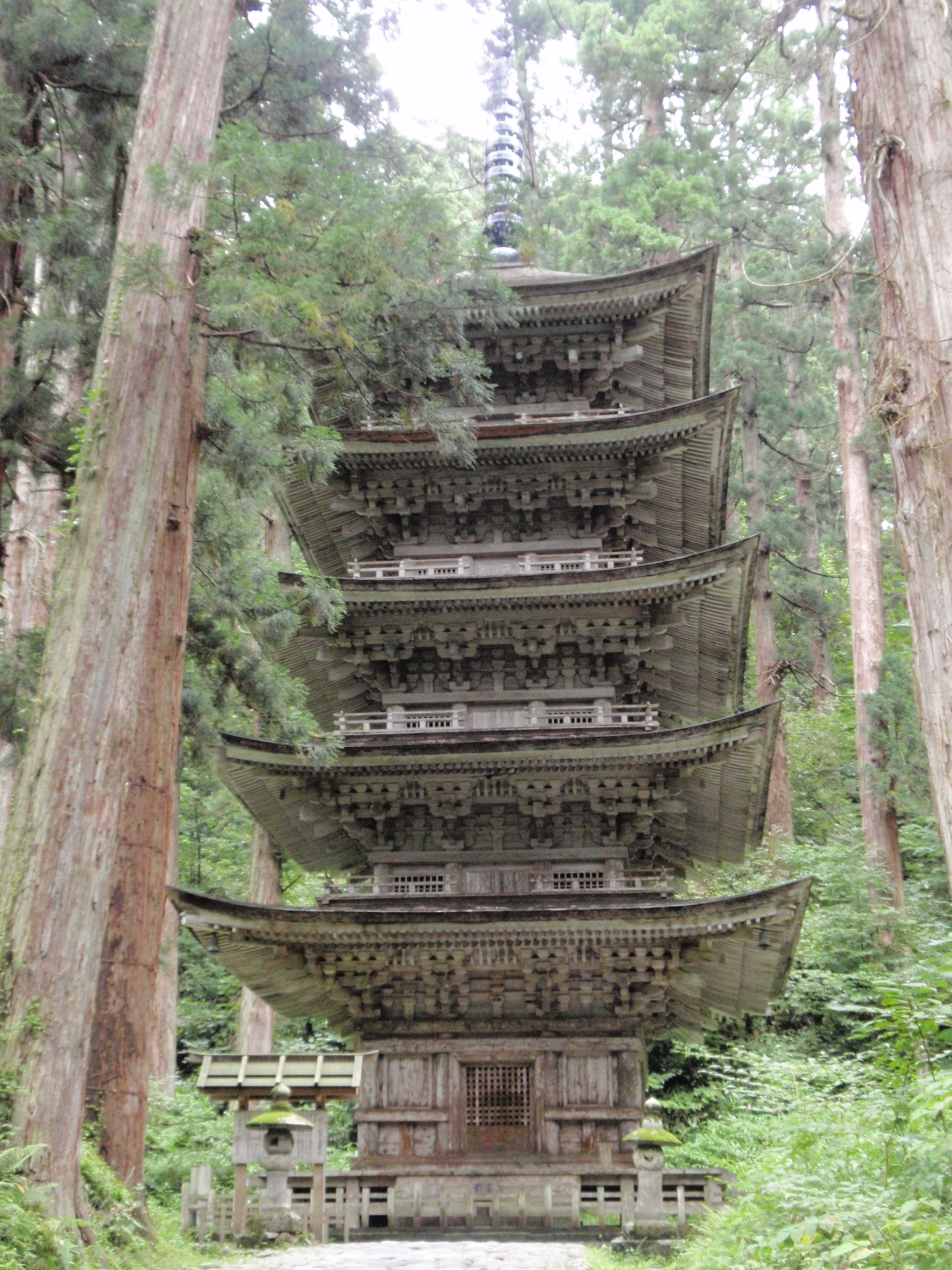
Dewa-sanzan, pagoda na górze Haguro